# Élection présidentielle croate de 2000
L’élection présidentielle croate de 2000 (en croate : Hrvatski predsjednički izbori 2000.) s'est tenue les dimanches 24 janvier et 7 février 2000, afin d'élire le président de la République de Croatie pour un mandat de cinq ans, renouvelable une fois.
Le scrutin a vu la victoire au second tour du candidat social-libéral Stjepan Mesić face au candidat libéral Dražen Budiša.

## Contexte
Indépendante depuis janvier 1992, la Croatie connaît depuis le règne de l'Union démocratique croate (HDZ), parti conservateur et nationaliste fondé par Franjo Tuđman, premier président de la République démocratiquement choisi. En 1992 comme en 1997, il remporte l'élection présidentielle dès le premier tour avec une nette avance sur ses opposants, de centre-droit comme de centre-gauche, tandis que la HDZ dispose, à la suite des législatives de 1992 puis 1995, de la majorité absolue à la Chambre des représentants.
Le 10 décembre 1999, Tuđman meurt d'une hémorragie interne sans doute liée au cancer dont il souffre depuis 1993. Sa mort intervient à trois semaines des élections législatives et conduit à la convocation d'une élection présidentielle anticipée. L'intérim est alors exercé par Vlatko Pavletić, membre de la HDZ et président de la Chambre des représentants.
Lors du scrutin parlementaire du 3 janvier 2000, la coalition entre le Parti social-démocrate de Croatie (SDP) et le Parti social-libéral croate (HSLS) emmenée par Ivica Račan devance largement l'Union démocratique, qui pâtit de la mort de son leader historique et charismatique. Račan entreprend alors des négociations avec l'alliance qui réunit le Parti paysan croate (HSS), le Parti populaire croate (HNS) et le Parti libéral (LS) en vue de former une coalition majoritaire.

## Mode de scrutin
Le président de la République de Croatie (en croate : Predsjednik Republike Hrvatske) est élu au suffrage universel direct pour un mandat de cinq ans, renouvelable une seule fois. Au premier tour, est déclaré élu le candidat ayant remporté la majorité absolue des suffrages exprimés.
Si cette situation ne se produit, un second tour est organisé quatorze jours plus tard et voit s'affronter les deux candidats arrivés en tête du premier tour. Est élu celui qui remporte le plus de suffrages. En 1992 et 1997, le chef de l'État a été élu dès le premier tour.
Pour pouvoir se présenter devant les électeurs, tout candidat doit fournir les parrainages d'au moins 10 000 citoyens croates.

## Candidats
| Candidat | Candidat           | Parti(s)         | Remarque(s) |
| -------- | ------------------ | ---------------- | --- |
|          | Dražen Budiša      | HSLS SDP         | Ancien ministre Président du HSLS Député                                                                            |
|          | Anto Đapić         | HSP, HDKU        | Député |
|          | Mate Granić        | HDZ              | Ministre des Affaires étrangères                                                                                    |
|          | Ante Ledić         | Indépendant      | Ancien athlète international yougoslave Proche de Franjo Tuđman                                                     |
|          | Slaven Letica      | Indépendant      | Journaliste Ancien conseiller politique de Franjo Tuđman                                                            |
|          | Tomislav Merčep    | HPS              | Ancien sénateur |
|          | Stjepan Mesić      | HNS HSS, LS, IDS | Ancien Premier ministre Ancien président fédéral de la Yougoslavie Ancien président de la Chambre des représentants |
|          | Ante Prkačin       | NH               | Ancien général paramilitaire Ancien député                                                                          |
|          | Zvonimir Šeparović | Indépendant      | Ministre de la Justice Dissident conservateur                                                                       |

## Résultats

### Voix
| Candidat           | Candidat           | Premier tour | Premier tour | Second tour | Second tour |
| Candidat           | Candidat           | Voix         | %            | Voix        | %           |
| ------------------ | ------------------ | ------------ | ------------ | ----------- | ----------- |
|                    | Stjepan Mesić      | 1 100 671    | 41,11 %      | 1 433 372   | 55,17 %     |
|                    | Dražen Budiša      | 741 837      | 27,71 %      | 1 125 969   | 43,34 %     |
|                    | Mate Granić        | 601 588      | 22,47 %      |             |             |
|                    | Slaven Letica      | 110 782      | 4,14 %       |             |             |
|                    | Anto Đapić         | 49 288       | 1,84 %       |             |             |
|                    | Ante Ledić         | 22 875       | 0,85 %       |             |             |
|                    | Tomislav Merčep    | 22 672       | 0,85 %       |             |             |
|                    | Ante Prkačin       | 7 401        | 0,28 %       |             |             |
|                    | Zvonimir Šeparović | 7 235        | 0,27 %       |             |             |
| Suffrages exprimés | Suffrages exprimés | 2 254 349    | 99,51 %      | 2 559 321   | 98,51 %     |
| Blancs et nuls     | Blancs et nuls     | 13 212       | 0,49 %       | 38 799      | 1,49 %      |
| Votants            | Votants            | 2 267 561    | 62,98 %      | 2 598 120   | 60,88 %     |